# اس‌سی‌آر ۱۸۴۵–۶۳۵۷

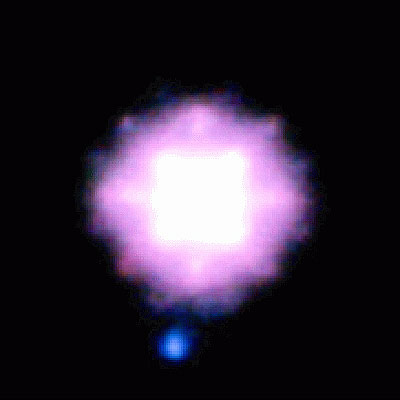
نمایی از ستارهٔ اس‌سی‌آر ۱۸۴۵-۶۳۵۷ در منظومهٔ خورشیدی – ۲۰۰۶

اس‌سی‌آر ۱۸۴۵-۶۳۵۷ یک ستاره است که در صورت فلکی طاووس قرار دارد.